# Jakob Nielsen (matematico)
Jakob Nielsen (Mjels, 15 ottobre 1890 – Helsingør, 3 agosto 1959) è stato un matematico danese.

## Biografia
Jakob Nielsen nacque nel villaggio di Mjels, sull'isola di Als, nello Schleswig settentrionale (a quei tempi dominio prussiano oggi invece facente parte del regno di Danimarca). Sua madre morì quando aveva solo 3 anni e il piccolo Jakob nel 1900 si trasferì da sua zia e fu iscritto al Realgymnasium.
Nel 1907 fu espulso poiché facente parte di un gruppo studentesco illecito, ma riuscì comunque a proseguire la sua carriera scolastica immatricolandosi prima all'Università di Kiel nel 1908, per poi laurearsi nel 1913. Dopo la laurea si arruolò nella marina imperiale tedesca, e nel 1915 fu mandato a Costantinopoli come consigliere militare per il governo turco.
Dopo la guerra, nel 1919 Nielsen sposò la dottoressa tedesca Carola von Pieverling.
Nel 1920 Jakob Nielsen ottenne una posizione all'università tecnica di Breslavia, e durante questo periodo egli sviluppo e pubblico le sue teorie matematiche concernenti i gruppi (il suo lavoro principale al riguardo fu pubblicato sul Matematisk Tidsskrift. Il frutto del suo lavoro è il teorema noto come teorema di Nielsen - Schreier. Nel 1921 Nielsen si trasferì all'università reale di agricoltura e veterinaria di Copenaghen, per poi nel 1925 trasferirsi nell'università tecnica sempre a Copenaghen.
Durante la seconda guerra mondiale furono fatti degli sforzi per convincere Nielsen a trasferirsi negli Stati Uniti, ma nonostante la paura di rappresaglie tedesche nei suoi confronti, Nielsen rimase in Danimarca senza subire nessuna rappresaglia.
Nel 1951 Nielsen divenne professore di matematica all'università di Copenaghen, prendendo la cattedra vacante di dell'appena morto Harald Bohr.
Smise il suo insegnamento nel 1955 soprattutto per via dei suoi impegni e del suo lavoro con l'UNESCO, che non gli lasciavano abbastanza tempo per l'insegnamento.